# Tomatillo

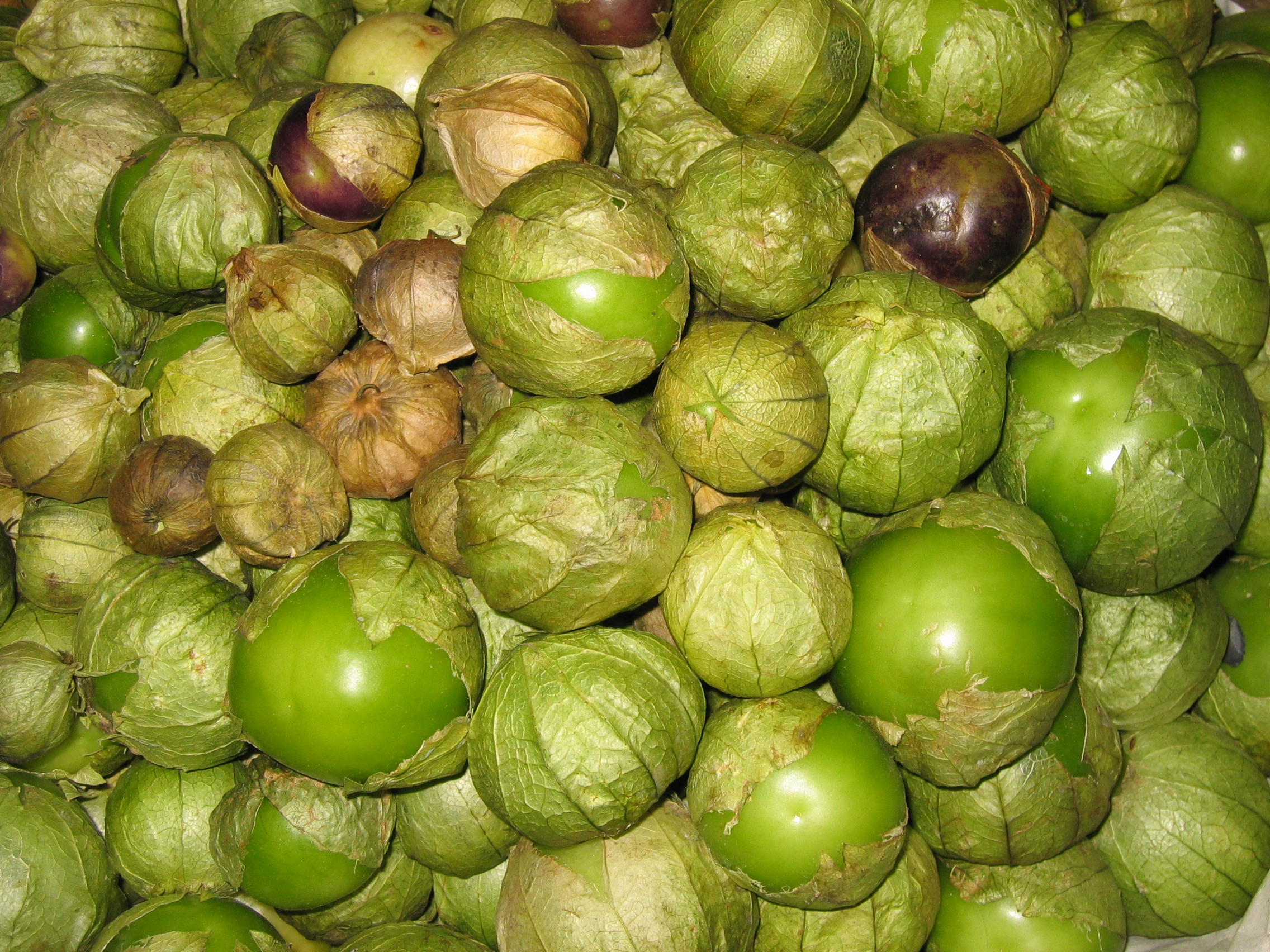
Plody

Tomatillo (také miltomato, mexické zelené rajče, anglicky husk tomato, mexican groundcherry, large-flowered tomatillo nebo mexican husk tomato) je plod lilkovité rostliny mochyně dužnoplodé (Physalis philadelphica). Má v průměru okolo 5 cm, kulatá bobule je chráněna blanitým obalem, který je před konzumací nutno odstranit. Tomatilla se sklízejí zpravidla ještě nedozrálá, se světlezeleným zbarvením, pro svou výraznou chuť připomínající citrusy tvoří důležitou složku mexických studených omáček salsa verde nebo guacamole. Dozrálé tomatillo má žlutooranžovou, u některých odrůd až fialovou barvu, a konzumuje se jako ovoce za syrova, díky vysokému obsahu pektinu se hodí také k přípravě marmelád. Rostlina pochází ze střední Ameriky, Aztékové ji pěstovali již v 8. století, díky snadnému pěstování se rozšířilo do teplých oblastí celého světa, sklízí se v Indii, Austrálii nebo Africe.